# Noailly
Noailly ist eine französische Gemeinde mit 814 Einwohnern (Stand: 1. Januar 2022) im Département Loire in der Region Auvergne-Rhône-Alpes. Sie gehört zum Arrondissement Roanne und zum Kanton Renaison.

## Geographie
Die Gemeinde Noailly liegt etwa elf Kilometer nordnordwestlich von Roanne am Fluss Teyssonne und seinem Zufluss Cacherat. Umgeben wird Noailly von den Nachbargemeinden Melay im Norden, La Bénisson-Dieu im Nordosten und Osten, Briennon im Osten, Mably im Südosten, Saint-Romain-la-Motte im Süden, Saint-Germain-Lespinasse im Südwesten, Saint-Forgeux-Lespinasse im Westen sowie Vivans im Nordwesten.

## Bevölkerungsentwicklung
| Jahr                       | 1962 | 1968 | 1975 | 1982 | 1990 | 1999 | 2006 | 2012 | 2022 |
| Einwohner                  | 561  | 553  | 526  | 624  | 727  | 719  | 735  | 804  | 814  |
| Quellen: Cassini und INSEE |      |      |      |      |      |      |      |      |      |

## Sehenswürdigkeiten
- Kirche Saint-Pierre in Noailly mit Glockenturm aus dem Jahre 1868
- Kapelle der Familie Alcock aus dem Jahre 1878
- Schloss La Motte
- Schloss La Briquelandière

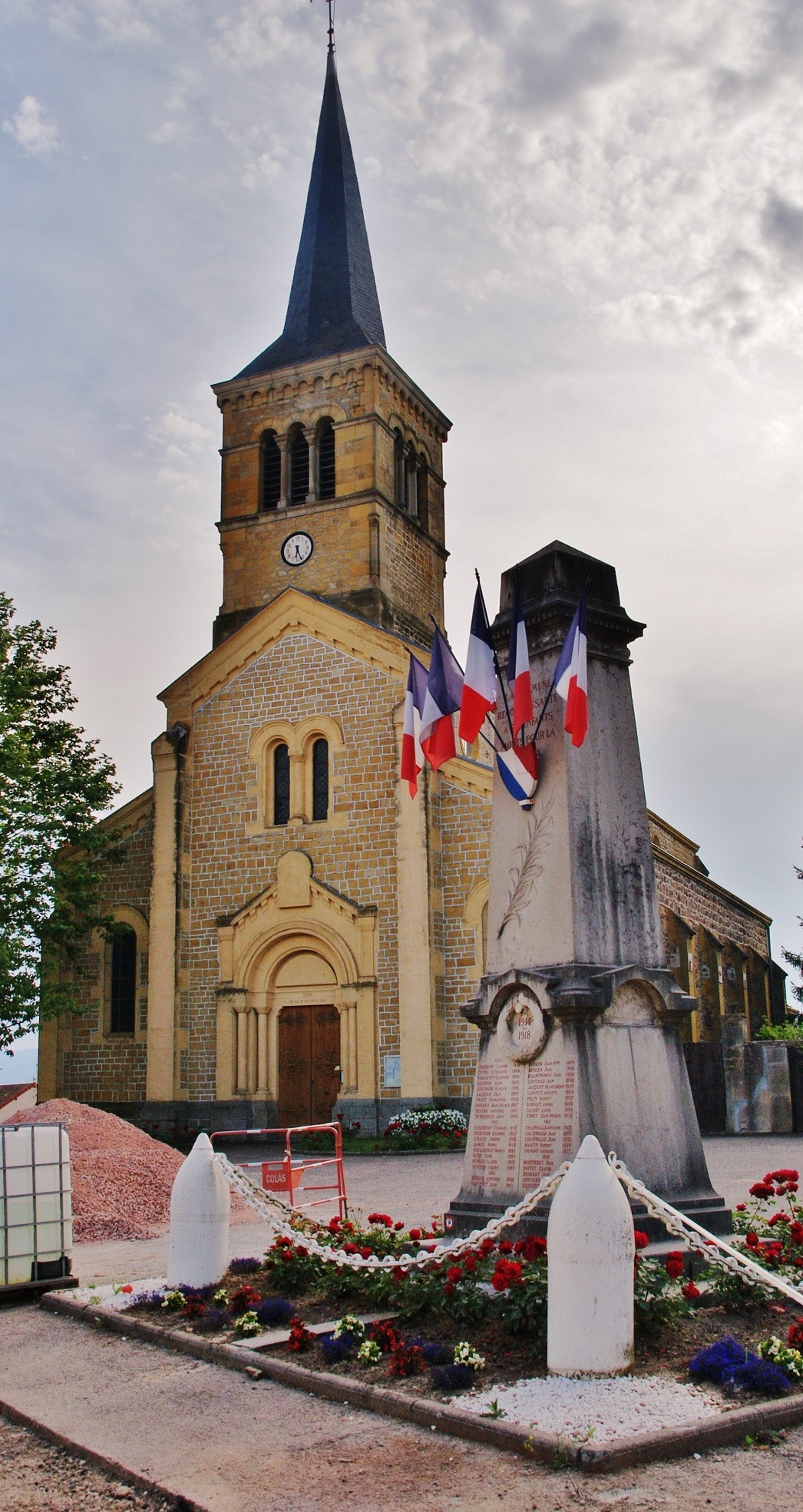
Kirche Saint-Pierre
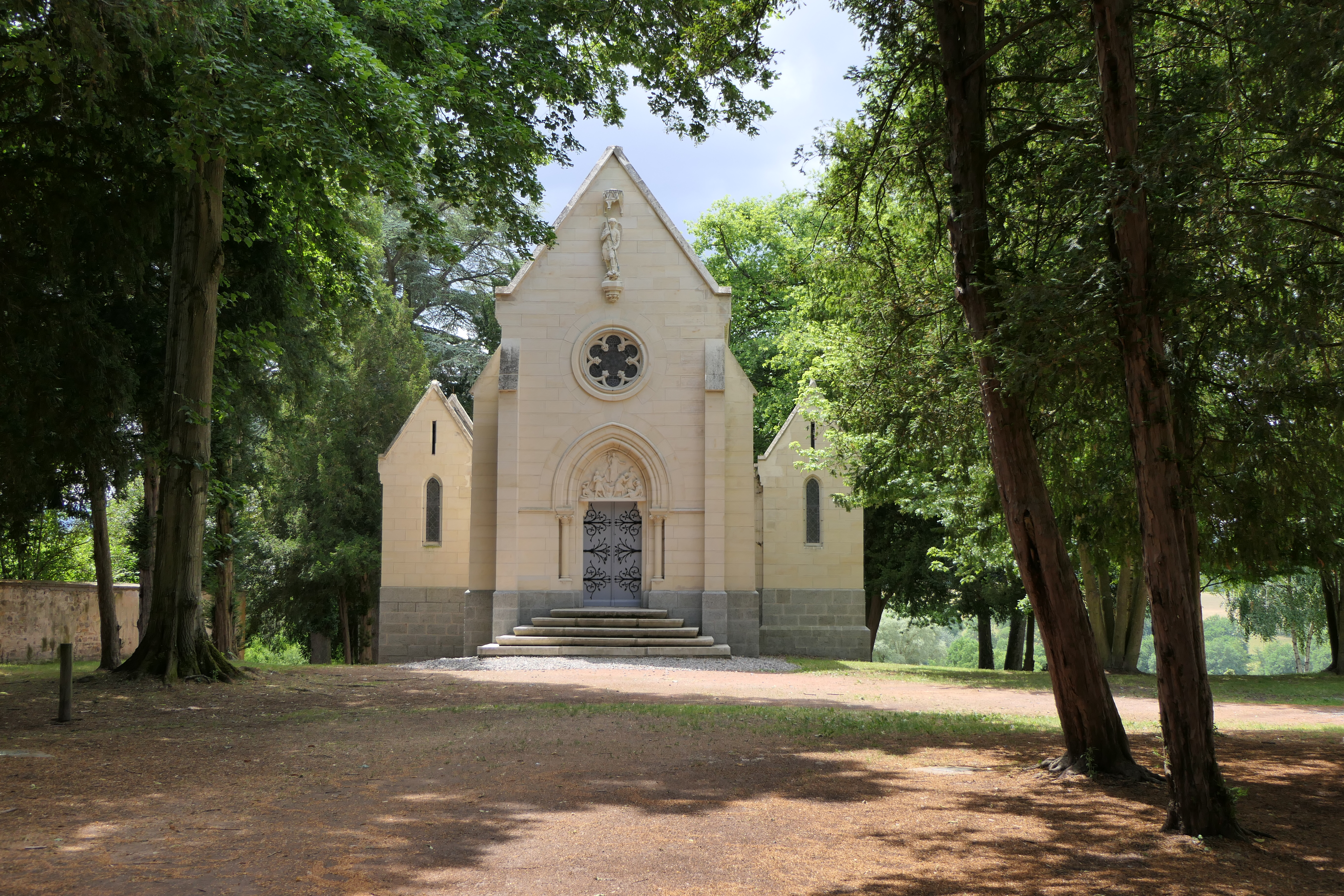
Kapelle Alcock